# Nowopawołoćke
Nowopawołoćke (ukr. Новопаволоцьке) – osiedle na Ukrainie, w obwodzie żytomierskim, w rejonie żytomierski, w hromadzie Andruszky. W 2001 liczyło 144 mieszkańców, wśród których 142 wskazało jako ojczysty język ukraiński, a 2 rosyjski.